# Mohamed Abdel Aziz
Mohamed Abdel Aziz (* 4. Januar 1981) ist ein ägyptischer Straßenradrennfahrer.
Mohamed Abdel Aziz wurde 2003 Etappenzweiter bei der International Presidency Turkey Tour und belegte in der Gesamtwertung den dritten Platz. Im nächsten Jahr gewann er bei der Ägypten-Rundfahrt die fünfte Etappe in Nouibaâ. Bei der Afrika-Meisterschaft 2005 gewann er die Bronzemedaille im Straßenrennen hinter Rupert Rheeder und Thomas Desvaux. In der Saison 2007 war Abdel Aziz bei einer Etappe der Tour of Libya erfolgreich.

## Erfolge
2004
- eine Etappe Ägypten-Rundfahrt

2007
- eine Etappe Tour of Libya